# Kaplica pw. św. Antoniego w Stryszowie
Kaplica pw. św. Antoniego w Stryszowie – zabytkowa, kamienna kaplica, położona w województwie małopolskim, w powiecie wadowickim, w Stryszowie.

## Historia
Kaplica została wzniesiona w 1819 roku na prywatnym terenie. Fundatorem budowli sakralnej – przypominającej miniaturę świątyni –  był Antoni Cipcieński. W drugiej dekadzie XXI wieku właścicielka oraz jej  córka zainicjowały proces konserwacji obiektu. Prace renowacyjne – sfinansowane ze środków Małopolskiego Wojewódzkiego Konserwatora Zabytków w Krakowie – były prowadzone w latach 2016–2020. Na podstawie Programu Prac Konserwatorskich renowacje przeprowadził Wojciech Kurdziel .

## Architektura
Kaplica wnętrzowa, murowana z kamienia, tynkowana, wzniesiona na planie kwadratu, nakryta kopułą z latarnią, zamykana. Nad kamiennym portalem tablica z wizerunkiem Chrystusa Salwatora w wieńcu podtrzymywanym przez dwa aniołki i inskrypją:

ANTONI CIPCIEŃSKI

FONDATOR

PROSI O ZDROWAŚ MARYA

ZA DUSZE ZMARŁYCH

R P 1819 D 7 MAJA

## Wyposażenie
- ołtarz kamienny;
- kamienna płaskorzeźba  Modlitwa w Ogrojcu z pocz. XIX wieku[a];
- kamienna rzeźba św. Antoniego;
- kamienna rzeźba św. Kazimierza;
- oleodruki z wizerunkiem Serca Marii i Serca Jezusa[2].

## Galeria

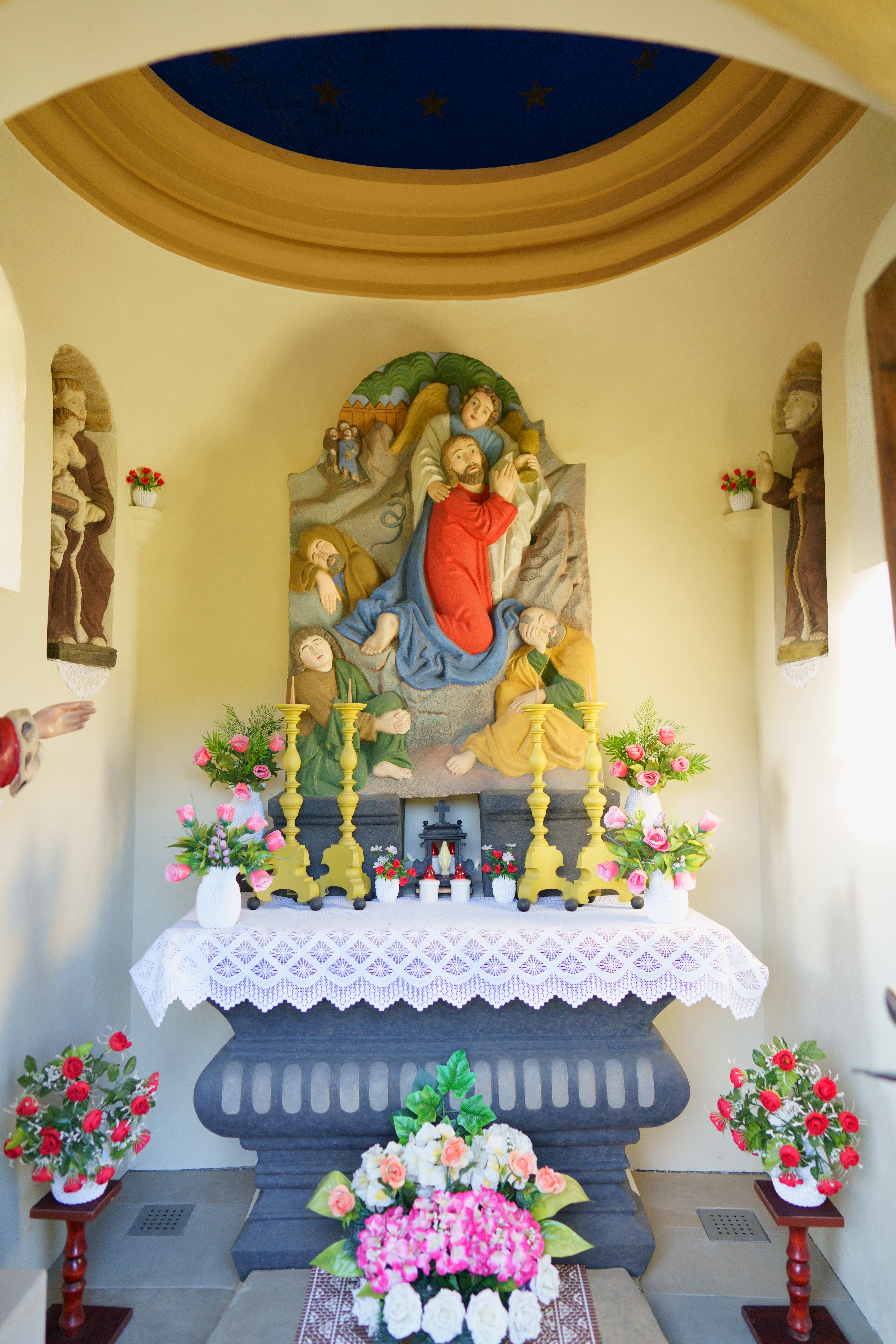
Wnętrze kaplicy
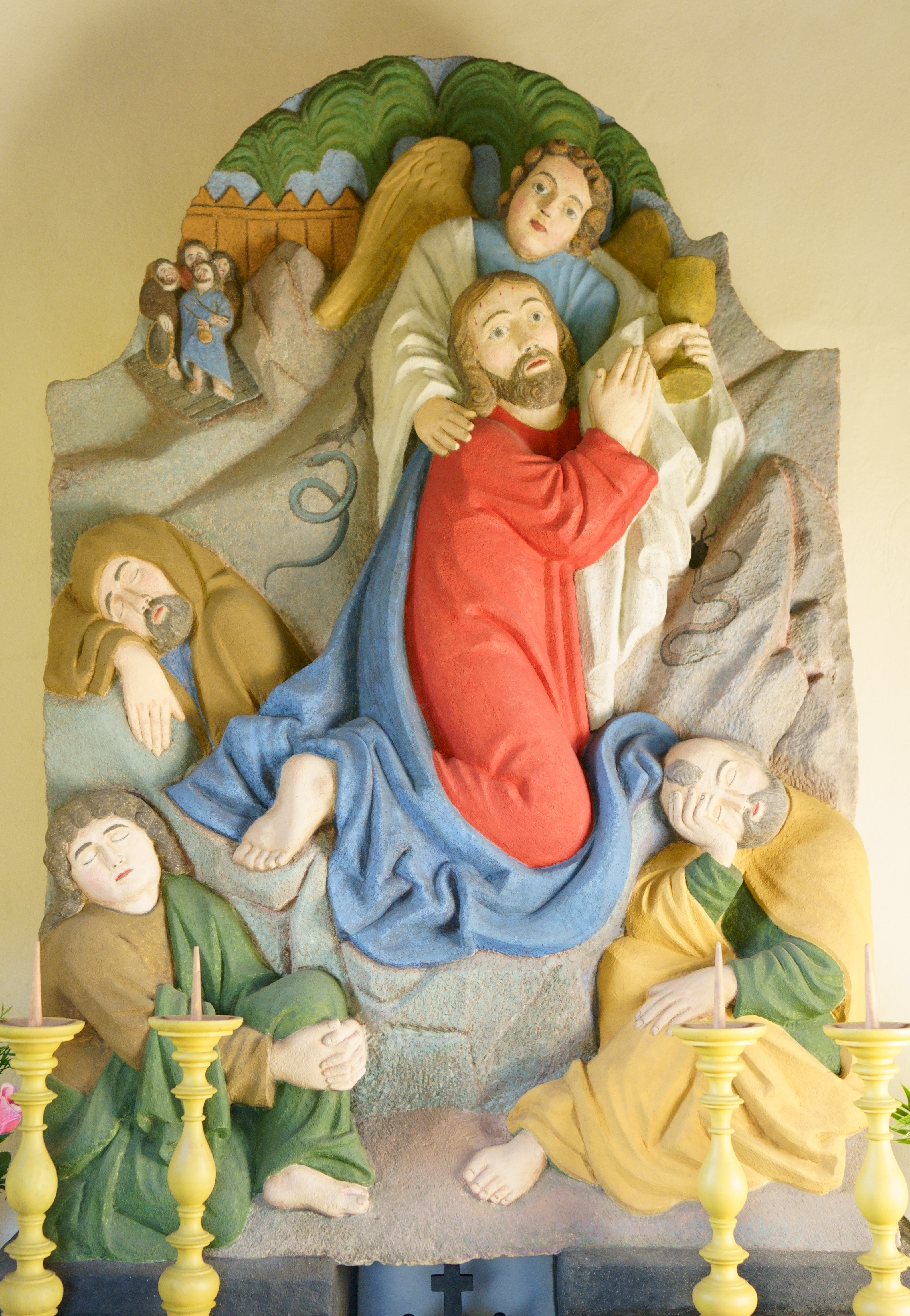
Płaskorzeźba Modlitwa w Ogrojcu z pocz. XIX wieku w kaplicy
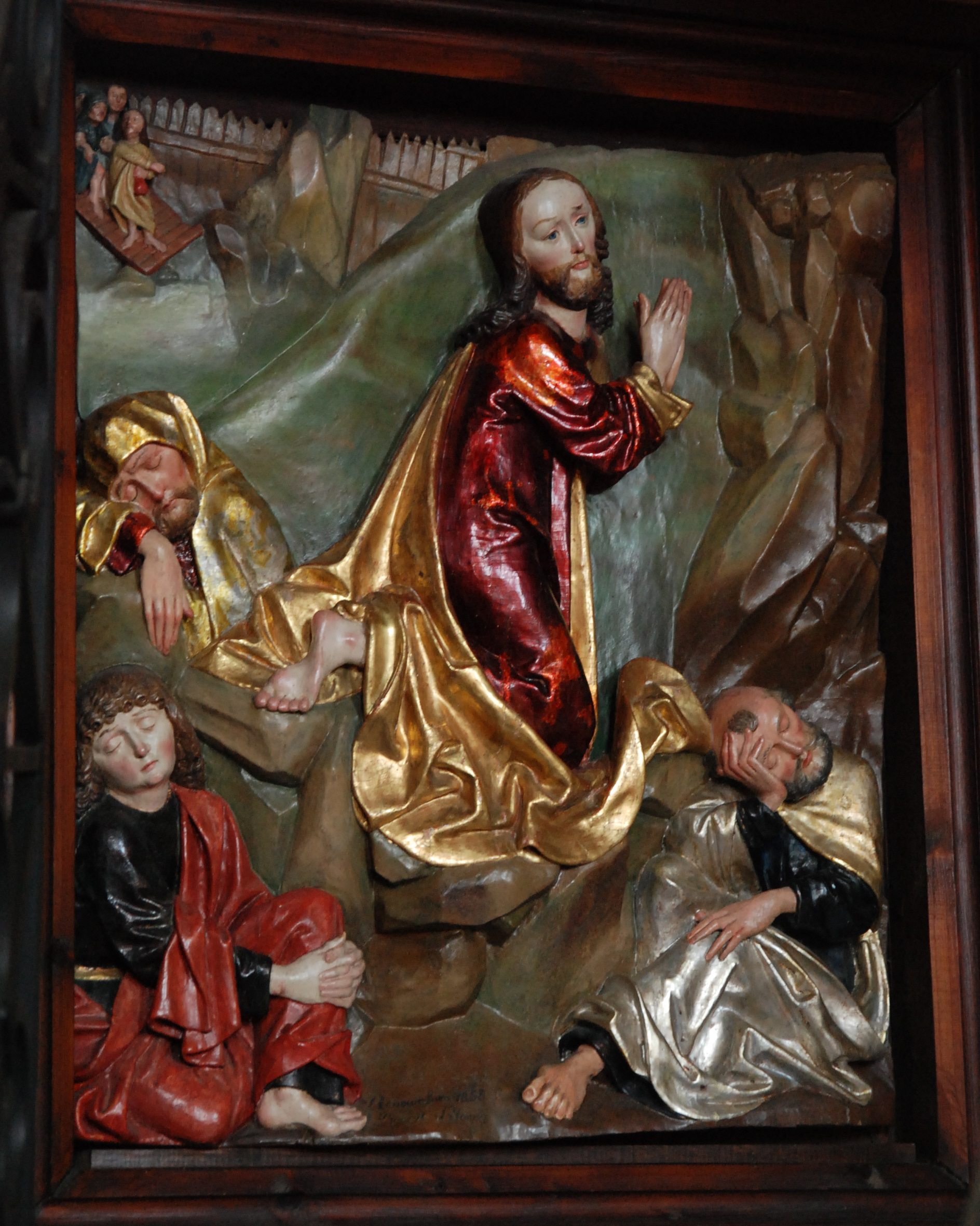
Chrystus w ogrodzie Oliwnym, rzeźba z warsztatu Wita Stwosza, w kościele parafialnym